# Real Zaragoza 1976-1977
Questa voce raccoglie le informazioni riguardanti il Real Zaragoza nelle competizioni ufficiali della stagione 1976-1977

## Rosa
| N. |                       | Ruolo | Calciatore                   |
| -- | --------------------- | ----- | ---------------------------- |
|    | Spagna (bandiera)     | P     | José Manuel Fernández Nieves |
|    | Spagna (bandiera)     | P     | Andrés Junquera              |
|    | Spagna (bandiera)     | P     | Juan Luis Irazusta           |
|    | Spagna (bandiera)     | D     | Jesús India                  |
|    | Spagna (bandiera)     | D     | José Luis Violeta            |
|    | Spagna (bandiera)     | D     | José Luis Rico               |
|    | Spagna (bandiera)     | D     | José Manuel González         |
|    | Uruguay (bandiera)    | D     | Juan Carlos Blanco           |
|    | Uruguay (bandiera)    | D     | Daniel José Cambón           |
|    | Spagna (bandiera)     | D     | José Heredia                 |
|    | Spagna (bandiera)     | D     | Ángel Royo                   |
|    | Portogallo (bandiera) | D     | Victoriano Antunes Bastos    |
|    | Spagna (bandiera)     | C     | Juan María Duñabeitia        |

| N. |                       | Ruolo | Calciatore                    |
| -- | --------------------- | ----- | ----------------------------- |
|    | Spagna (bandiera)     | C     | José Pablo García Castany     |
|    | Paraguay (bandiera)   | C     | Saturnino Arrúa               |
|    | Spagna (bandiera)     | C     | Víctor Muñoz                  |
|    | Spagna (bandiera)     | C     | Juan Manuel García Simarro    |
|    | Spagna (bandiera)     | C     | José Carlos Barrachina        |
|    | Spagna (bandiera)     | C     | Juan Planelles                |
|    | Spagna (bandiera)     | C     | Javier Planas                 |
|    | Spagna (bandiera)     | A     | Juan José Rodríguez Gutiérrez |
|    | Spagna (bandiera)     | A     | José González González        |
|    | Spagna (bandiera)     | A     | Enrique Porta                 |
|    | Portogallo (bandiera) | A     | Rui Jordão                    |
|    | Spagna (bandiera)     | A     | Laureano Rubial               |
|    | Paraguay (bandiera)   | A     | Jorge Pantaleón Insfrán       |